# Automolis nigriceps
Automolis nigriceps là một loài bướm đêm thuộc phân họ Arctiinae, họ Erebidae.